# Joaquín Miguel Gutiérrez (Frontera Comalapa)
Joaquín Miguel Gutiérrez es una localidad del estado mexicano de Chiapas. Es parte del municipio de Frontera Comalapa.

## Toponimia
El nombre de la localidad rinde homenaje a Joaquín Miguel Gutiérrez, partidario de la unificación de Chiapas y México.

## Demografía
| Gráfica de evolución demográfica |
|                                  |

| Censo | Población |
| ----- | --------- |
| 1930  | 6         |
| 1940  | 36        |
| 1950  | 206       |
| 1960  | 468       |
| 1970  | 783       |
| 1980  | 1 009     |
| 1990  | 1 361     |
| 2000  | 1 455     |
| 2010  | 1 701     |
| 2020  | 1 836     |